# Тренчард, Томас, 2-й виконт Тренчард
Томас Тренчард, 2-й виконт Тренчард (англ. Thomas Trenchard, 2nd Viscount Trenchard; 15 декабря 1923 — 29 апреля 1987) — британский наследственный пэр и младший министр в консервативном правительстве Маргарет Тэтчер с 1979 по 1983 год.

## Происхождение и образование
Родился 15 декабря 1923 года. Младший сын Хью Монтегю Тренчарда, 1-го виконта Тренчарда (1873—1956), и Кэтрин Изабель Сальвин Боулби (1885—1960). Он получил образование в Итонском колледже.

## Карьера
Томас Тренчард воевал во Второй мировой войне, получил звание капитана в Королевском стрелковом корпусе. Он был награжден Военным крестом в 1945 году.
10 февраля 1956 года после смерти своего отца Томас Тренчард унаследовал титулы 2-го виконта Тренчарда, 2-го барона Тренчарда из Вулфетона в графстве Дорсет и 2-го баронета Тренчарда из Вулфетона в графстве Дорсет. 28 февраля 1957 года он занял своё место в Палате лордов Великобритании.
Директор Wall and Sons Ltd (1953—1966), директор Unilever Ltd и Unilever NV (1967—1977), директор Carpets International (1977—1979), а также занимал пост государственного министра Министерства промышленности с 1979 по 1981 год и министра оборонных закупок с 1981 по 1983 год. После этого он стал президентом организации «Женщины и семьи за оборону», выступавшей против Кампании за ядерное разоружение.

## Личная жизнь
19 июня 1948 года Томас Тренчард женился на Патриции Скотт Бейли (1925 — 22 января 2016), дочери адмирала сэра Сиднея Роберта Бейли. У супругов было трое детей:
- Хью Тренчард, 3-й виконт Тренчард (род. 12 марта 1951), старший сын и преемник отца.
- Достопочтенный Джон Тренчард (род. 13 марта 1953), в 1983 году он женился на Клэр Марш (младшей дочери Эдварда Чандоса де Бурга Марша), от брака с которой у него было двое детей
- Достопочтенный Томас Генри Тренчард (16 июля 1966 — 23 февраля 2003), в 1997 году он женился на Саре Сондерс, от брака с которой у него была одна дочь.

Лорд Тренчард скончался 29 апреля 1987 года, и ему наследовал его старший сын Хью. Леди Тренчард умерла в 2016 году в возрасте 90 лет . Они похоронены вместе на церковном кладбище в Норт-Миммсе, Хартфордшир.